# Distributed Application Runtime

dapr Logo

Distributed Application Runtime (Dapr) ist eine quellenoffene Laufzeitumgebung zum Erstellen von microservice-basierten Applikationen.
Microsoft kündigte am 10. Oktober 2019 das Dapr-Projekt an, das Microservice-Applikationen ermöglichen soll, die auf Cloud- und Edge-Umgebungen ablauffähig sind. Es soll ereignisgesteuerte Services erlauben, die zustandslos oder zustandsbehaftet sind und in beliebigen Sprachen und Entwicklungsumgebungen programmiert werden. Am 18. Februar 2021 veröffentlichte Microsoft die Version 1.0, die sich für den produktive Einsatz eignet. Am 12. November 2024 verkündete die Cloud Native Computing Foundation, dass Dapr in den Graduated-Status gehoben wird.
| Microservice Applikationen Services geschrieben in Go, Python, .NET, … |                  |                       |                             |        |                     |             |
| ↕ ↕ ↕                                                                  |                  |                       |                             |        |                     |             |
| HTTP API / gRPC API                                                    |                  |                       |                             |        |                     |             |
| Service-to- service invocation                                         | State management | Publish and subscribe | Resource bindings & trigger | Actors | Distributed tracing | Extensible… |
| Dapr                                                                   |                  |                       |                             |        |                     |             |
|                                                                        |                  |                       |                             |        |                     |             |
| Beliebige Cloud- oder Edge-Infrastruktur                               |                  |                       |                             |        |                     |             |